# La tortura
«La tortura» es una canción interpretada por la cantautora colombiana Shakira, en colaboración con el cantante español de pop Alejandro Sanz, incluida originalmente en el sexto álbum de estudio de la cantante, Fijación oral vol. 1 (2005). Fue lanzado el 12 de abril de 2005 por el sello Epic como el primer sencillo del álbum. Su producción estuvo a cargo de la misma cantante junto a Lester Méndez, mientras que la composición del tema fue realizada por Luis Fernando Ochoa y la cantante. El sencillo cuenta la historia de una mujer que ha sido emocionalmente «torturada» por su novio infiel, quien la deja por otra y finalmente regresa pidiendo perdón.
Tras su lanzamiento, la canción recibió reseñas generalmente positivas por parte de los críticos de música, quienes coincidieron que el tema es parte destacada de Fijación oral vol. 1. Asimismo, «La tortura» obtuvo una excelente recepción comercial alrededor del mundo, encabezando las listas de Hot Latin Songs, Latin Pop Songs y Tropical Songs, en Estados Unidos y posicionándose de una manera poco habitual para una interpretación en español en el resto del mundo. El sencillo encabezó las listas de éxitos de Venezuela, España y Hungría. Además, recibió múltiples premios y nominaciones. Entre los más destacados se encuentran los Premios Grammy Latinos 2006, donde recibió el premio a grabación del año y a canción del año.
Un vídeo musical fue lanzado para la promoción del sencillo, el cual está dirigido por Michael Haussman, el mismo director realizó un nuevo filme musical para la versión de reguetón de Shaketon.

## Antecedentes y composición
| «La etapa a la que los seres humanos estamos oralmente fijados es la primera etapa de nuestra vida, la más primaria, la más instintiva, la más animal. Creo que sigo en esa etapa, [...] sobre todo en este momento, que me siento más en contacto conmigo misma, con el ser animal que hay dentro de mí con la mujer más salvaje y más primaria, la universal, la que somos todas. Con esa que cada vez estoy conociendo más». —Shakira hablando del desarrollo del álbum. |

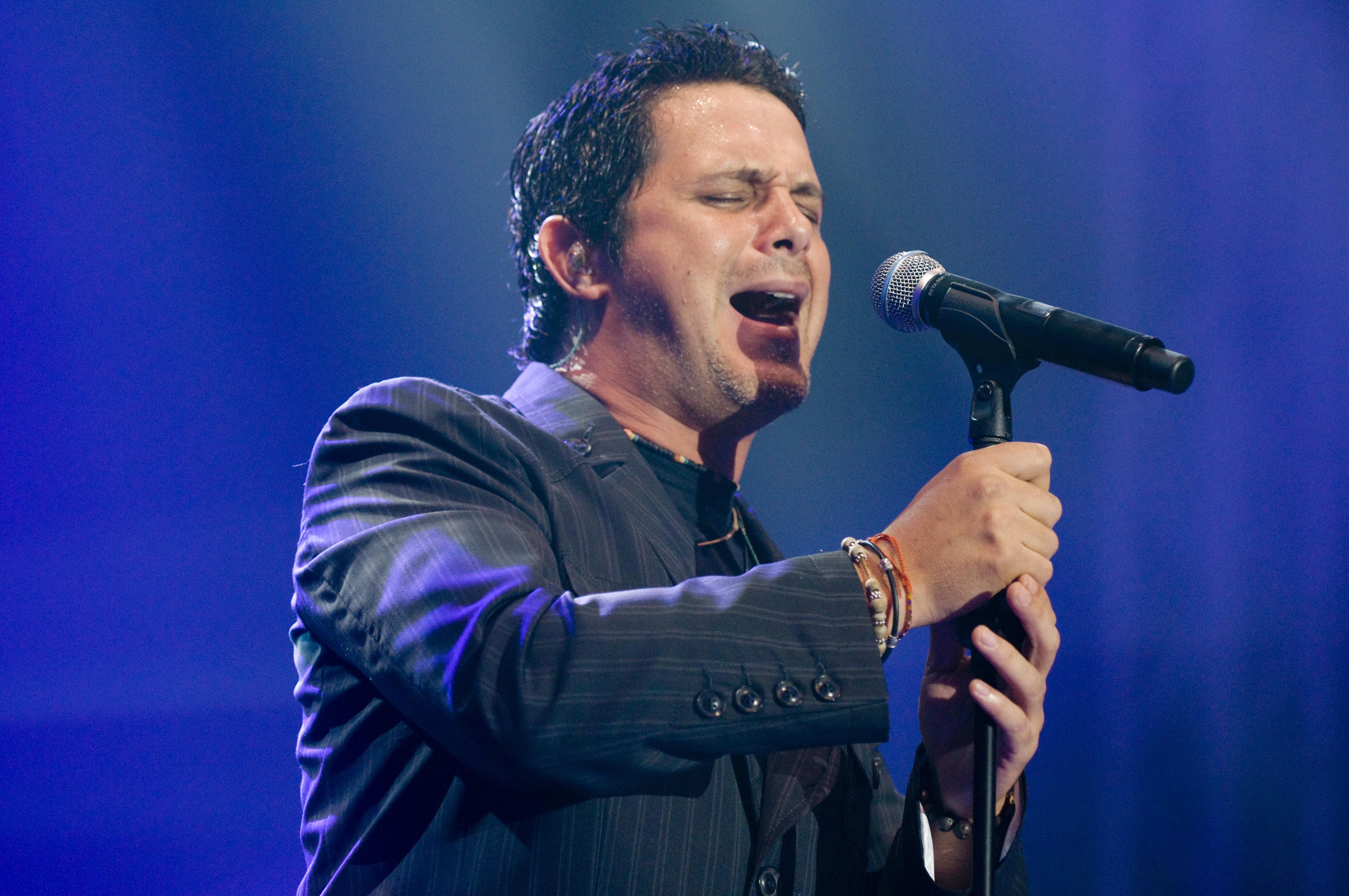
Alejandro Sanz, quien colabora en el tema.

Aunque al principio Shakira no sabía si lanzaría un disco en idioma español o inglés, ella quería trabajar en un álbum. Después de alcanzar el éxito internacional en 2001 con su primer álbum en inglés, Servicio de lavandería (Laundry Service), la cantante quería lanzar su seguimiento. Habiendo coescritó casi sesenta canciones para el proyecto, Shakira decidió dividir la publicación en dos volúmenes y ponerse «en la misión de seleccionar (sus) favoritos» para grabar. Shakira afirmó que hizo el proyecto «porque le salió así» y «eso desembocó en dos álbumes». Ella eligió que quería publicar primero un disco en español como parte de un proyecto de dos álbumes bilingües. Este sería el primero desde ¿Dónde están los ladrones? (1998). Ella manifestó: «El mercado respondió muy bien a Laundry Service. Pero lo que mi alma me pedía era salir primero con un disco en español. Era lo que tenía que hacer».
De acuerdo a la partitura publicada en el sitio web Musicnotes.com, la pista contiene una producción de pop latino, adult contemporary y dance pop. La canción está compuesta con un tempo moderado en la tonalidad de do mayor, la voz de Sanz en la canción abarca desde la nota musical E3 a A5.
El sencillo cuenta la historia de una mujer que ha sido emocionalmente «torturada» por su novio infiel y finalmente, la dejó por otra y ahora ha regresado pidiendo perdón. Se disculpa extravagantemente, pero es en última instancia, de la forma de pensar que la infidelidad es natural para los hombres y para que la mujer no perdonar le sería tedioso y poco razonable. Sin embargo, al final de la canción, el personaje de Shakira lo humilla y le dice que ella no va a derramar una sola lágrima por él. Con respecto a la idea de trabajar junto a Alejandro Sanz, la cantante expresó: «Alejandro era la voz que necesitaba la canción. Tiene una voz única, cruda, llena de una gran sensualidad [...] Lo dejé con el tema y cuando regresé ya había cantado la canción, había tocado un tres cubano, había hecho unas armonías espectaculares, inesperadas»
Shakira grabó todas las pistas del álbum en los Compass Point Studios en Nasáu (Bahamas), en sesiones de grabaciones con Gustavo Celis. La mezcla de las canciones se realizó en los estudios Warehouse de Vancouver, Canadá en 2004. Sobre la producción, Cerati se refirió a ella como «una reunión muy productiva», calificándola como «muy dulce y muy agradable».

## Recepción crítica

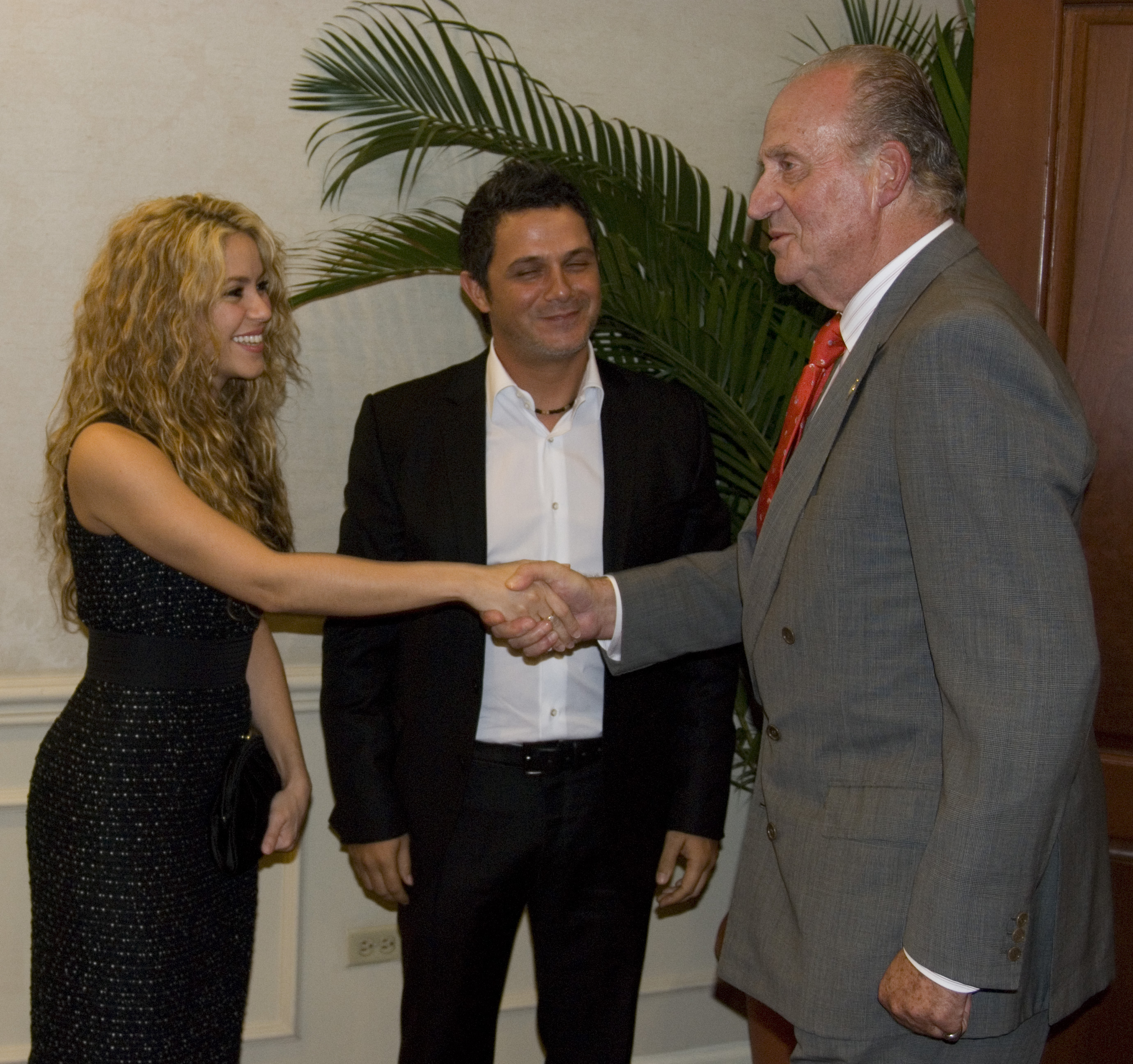
El tema recibió críticas positivas por parte de los críticos de música contemporánea, que entre otros temas, elogiaron la incorporación de las voces participantes, en la imagen los artistas, junto al Rey Juan Carlos.

«La tortura» recibió críticas generalmente positivas de los críticos de música contemporánea, Matt Cibula de PopMatters realizó una revisión extensa del sencillo y expresó: «El gran tema no solo es reguetón, a pesar de que hace un uso completo de los latidos de este. Lo que realmente importa son estas dos voces sobre calentadas que trabajan con y contra otros y la forma en que el innegable ritmo realmente cobra vida cuando en realidad hay una bella melodía por encima de ella». Spencer D. de IGN escribió que «mientras más instrumentos musicales [étnicos] en "La tortura" [acordeón, guitarra española, ondea con empujones de ritmos y las voces masculinas por cortesía de Alejandro Sanz] para hacer una de las inclusiones más agradables y distintas en el álbum; una rebanada de Shakira es Shakira y evitando la afectación de estilos vocales de cualquier otra persona».
Ruan Carlo de Sputnikmusic en su revisión del álbum, alabó el tema y expresó que «"La tortura" es notablemente diferente a sus sencillos anteriores. Tiene un sonido muy latino pero en cierto momento se oyen sintetizadores, que la dotan de un tono universal. De hecho, Shakira agrega un poco de todo en la totalidad del álbum». Por su parte Agustín Gurza de Los Angeles Times, expresó que «El primer sencillo "La tortura", que incluye un dúo con el español Alejandro Sanz, es tan deliciosamente pop que se le puede perdonar la burda maniobra de mezclar ritmos sutiles de reguetón (el narcisísticamente denominado "Shaketon"), una pizca de Gipsy Kings, un toque de acordeón colombiano. A las estaciones de radio les encanta y a los clubes les gustará también». Jon Pareles de The New York Times expresó su punto de vista a las versiones de remix al igual que al tema, comienza con «"La tortura" mezcla el acordeón de la cumbia colombiana con ritmos de reggae, dancehall y sonidos electrónicos abstractos; la remezcla incluida en el álbum se basa enteramente en música electrónica. Ninguna de las versiones suena forzada: para Shakira todo es pop y estructuras firmes para expresar pasiones volátiles», concluye que ambos (Sanz y Shakira) forman parte fundamental del tema: «En "La tortura", el primer sencillo del álbum, el cantante pop español de voz ronca Alejandro Sanz desempeña el papel del novio infiel arrepentido; ella (Shakira) se debate entre los impulsos conflictivos de perdonarlo o dejarlo para siempre. Sus letras evaden clichés y hacen uso de nuevas imágenes para situaciones arquetípicas: "Voy a ser una conjura para tu mente / El objeto motivo de tu perdición y tu buena suerte"».
Mark Kemp de Paste dio una reseña mixta al álbum donde resume que «Fijación Oral, Vol . 1 , no se molesta en desafiar esa imagen: los bailes de strip-tease y meneos de estómago y de pechos dedicados al cantante español Alejandro Sanz en el potente tema "La tortura" eclipsan totalmente la vertiginosa mezcla de cumbia colombiana y reggae dancehall de la canción», entre más del tema reseña que «"La tortura" retoma un tema similar y le da la vuelta, acompañando los ruegos de perdón del cantante español Sanz con ritmos de reggae y acordeón mientras que el personaje de Shakira considera si debe abandonarlo». Un editor del sitio web Yahoo! expresó que «"La tortura", un dueto con la estrella española del dancehall Alejandro Sanz, mejora enormemente en la versión remezclada incluida como tema extra».

## Recepción comercial
La pista debutó en el primer puesto de la lista de éxitos española, en la semana del 22 de mayo de 2005, hasta el 12 de junio de 2005, durando cuatro semanas consecutivas en el conteo, luego de esto, la canción descendió a la posición número 20, el 25 de agosto de 2005, luego de diecinueve semanas en el conteo. En el resto de Europa, el tema logró posicionarse en el primer lugar de Radios Top 40 de Hungría, por ocho semanas consecutivas. En Suiza el tema duro quince semanas en el segundo lugar, desde el 5 de junio de 2005, donde el primer puesto era para Akon y su sencillo «Lonely», hasta el 28 de agosto de 2005, cuando el sencillo número uno era «Crazy Frog» de Axel F. El tema se despidió del conteo el 5 de febrero de 2006, tras 37 semanas en el conteo. En Austria, la canción debutó en la posición número 8 del Ö3 Austria Top 40, en la semana del 29 de mayo de 2005. Fue solo en su tercera semana en el conteo que logró la posición más alta, llegando al tercer lugar. Mientras tanto en Países Bajos, el tema logró el segundo lugar del conteo Dutch Top 40, aunque solo lo consiguió por una semana. 
En otros territorios de Europa logró llegar al top 10, como en Alemania, Dinamarca, Finlandia, Francia, Italia y Suecia.«La tortura» no fue lanzado como un sencillo oficial en el Reino Unido hasta diciembre de 2006, incluido con el lanzamiento de «Ilegal» donde alcanzó la posición 34 de la lista UK Singles Chart.
En América el tema tuvo un éxito comercial, en Canadá, logró ubicarse en el puesto 21 de Canadian Hot 100. En Estados Unidos, entró en el conteo Billboard Hot 100, alcanzando la posición 23, siendo el séptimo tema de la cantante que llega más lejos en dicha lista, solo superada por «Can't remember to forget you», «She wolf», «Underneath Your Clothes», «Whenever, Wherever», «Beautiful liar» y «Hips don't lie» en las posiciones 15, 11, 9, 6, 3 y 1 respectivamente. El sencillo encabezó las listas de Hot Latin Songs, Latin Pop Songs y Tropical Songs. De hecho en la lista de Latin Songs, batió el récord de semanas en el número uno, durando 25 semanas (no consecutivas) en el conteo.

## Vídeo musical
El vídeo musical de «La tortura» fue dirigido por Michael Haussman, El concepto del vídeo es sencillo, donde se muestra a Sanz espiando a Shakira desde el apartamento de su actual pareja, mientras ella va por la calle con una bolsa de cebollas, de camino a su apartamento al lado de donde se encuentra Sanz. Cuando Shakira entra en su apartamento, cambia de ropa. Desde ese momento, Sanz recuerda las cosas que los dos hacían en el pasado, mientras que Shakira revela su alter ego, con baile erótico en el techo del edificio, cubierta de pintura negra. La coreografía, estuvo a cargo de Jamie King, en conjunto con Shakira.  El día de su lanzamiento, MTV Latinoamérica rotó el video durante todo el día cada hora.
A grandes rasgos, se convirtió en el primer episodio entero de la serie de MTV Making the Video, en publicarse en español y con subtítulos en inglés. Además de convertirse en el segundo vídeo en español, entró al conteo de Total Request Live en el puesto cuatro. Logró también ingresar en programas de vídeos musicales de países como Canadá y Estados Unidos, como MuchMusic y VH1 y en el mundo por los sitios de Yahoo!. En la cuenta oficial de VEVO de la artista, el vídeo supera 539 millones de visitas.
Para la versión de reguetón, el mismo director realizó un vídeo alternativo, el cual está alojado en el DVD Bonus de Oral Fixation Volumes 1 & 2

## Interpretaciones en directo y versiones

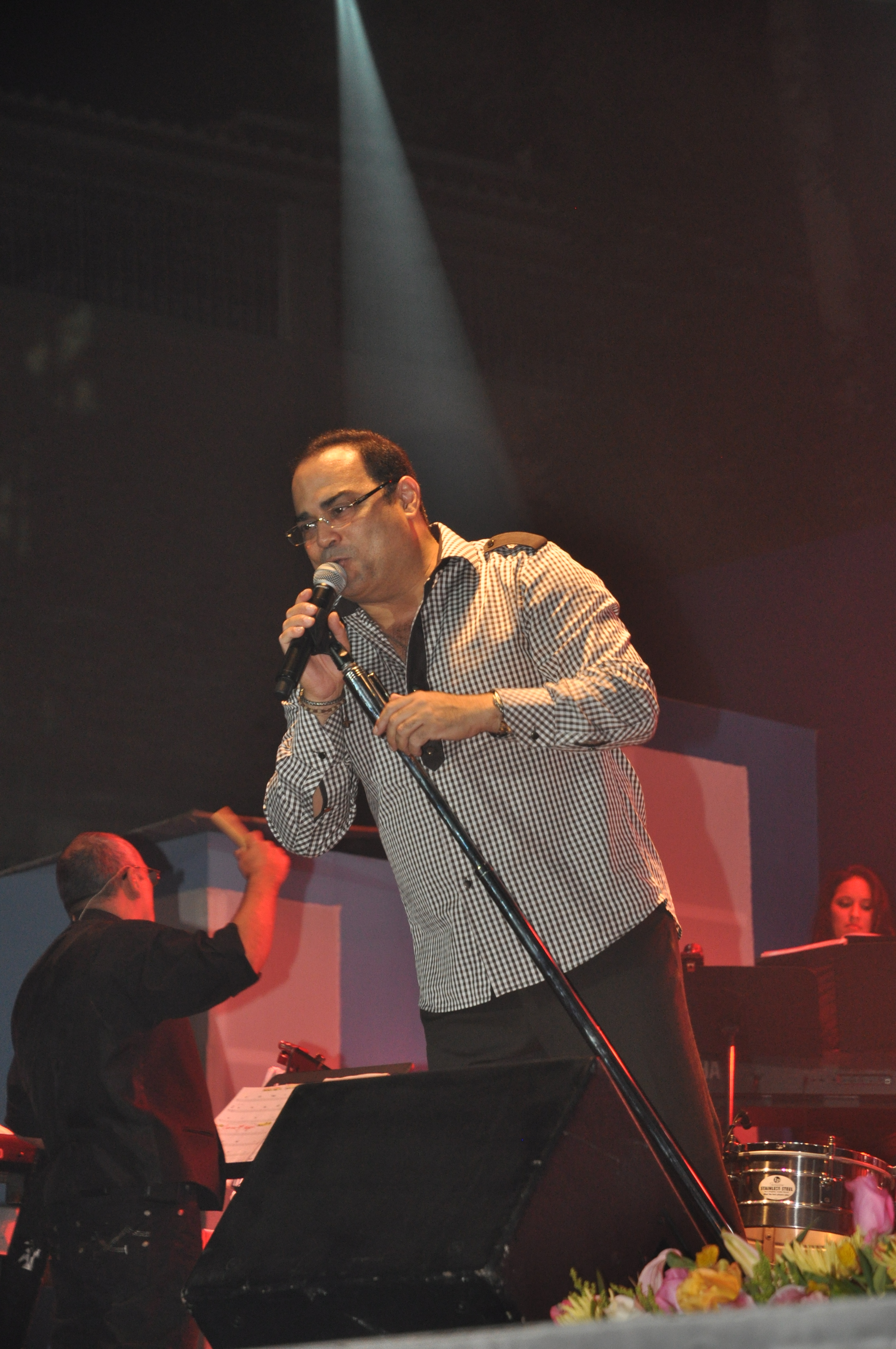
Gilberto Santa Rosa, interpretó «La tortura» como parte del homenaje del personaje del año de los Grammy Latino, otorgado en 2011 a la artista.

Shakira interpretó el tema junto a Sanz en los MTV Video Music Awards 2005, donde el tema estaba nominado a varias categorías. A su vez, ellos dos fueron los primeros latinos en interpretar una canción en español en la historia de la premiación desde su creación. Shakira interpretó «La tortura» en el programa de televisión alemana Wetten dass de la cadena televisiva ZDF, filmado en el antiguo anfiteatro romano de Aspendos, cerca de Antalaya, Turquía. Ambos artistas también interpretaron el tema en el programa de televisión estadounidense Saturday Night Live de la cadena NBC el 10 de diciembre de 2005 en Nueva York. Shakira y Alejandro Sanz interpretaron la canción junto con el tema «La pared» y «A la primera persona» en la entrega de los Premios Grammy Latino 2006.
Como parte de la promoción del álbum, la cantante realizó el Tour Fijación Oral (2006 - 2007), donde interpreta el tema, lo mismo hizo con la gira Sale el Sol World Tour (2011), Shakira interpretó el tema en las versiones de Rock in Rio del 2008, realizado en Madrid; asimismo realizó un concierto para la edición de 2010, realizada de igual forma en Madrid, la última vez que se presentó en Rock in Rio, fue en 2011, donde interpretó algunas canciones de su repertorio, incluyendo «La tortura».
Algunos artistas o disc-jockeys han versionado o interpretado el tema. El sencillo y el álbum incluyó una remezcla del tema hecho por Gustavo Celis, titulado «Shaketon Mix», donde se fusiona el reguetón con el ritmo original de la canción, Para esta remezcla el director del vídeo original realizó un nuevo filme musical, el cual hizo parte del conteo Total Request Live. Entre otras remezclas conocidas están las de «Eddie Arroyo Reggaeton Remix», «Tracy Young Special According Mix» y otras realizadas por DJ independientes. Una versión alternativa de esta canción, que previamente se habría filtrado en la web, se presenta como pista adicional en la reedición de Oral Fixation Vol. 2, con el estribillo parcialmente interpretado en inglés.
En el programa La voz, los participantes de la segunda temporada Jaume Mas y Andrea Beltrán del equipo de Antonio Orozco, interpretaron el tema, como parte de la competencia de batallas, al final el entrenador escogió a Mas. Como parte del homenaje del personaje del año, de los Premios Grammy Latinos en el cual era la honrada, varios artistas interpretaron algunos de sus temas, donde el puertorriqueño Gilberto Santa Rosa interpretó en vivo en el Mandalay Bay de Las Vegas, «La tortura».

## Lista de canciones
| EP y maxisencillo |                                              |          |  |
| N.º               | Título                                       | Duración |  |
| 1.                | «La tortura» (con Alejandro Sanz)            | 3.33     |  |
| 2.                | «La tortura» (Remix en reguetón de Shaketón) | 3:12     |  |
| 3.                | «La pared» (Versión acústica)                | 2:39     |  |

| - Sencillo en CD |                                              |          |  |
| N.º              | Título                                       | Duración |  |
| 1.               | «La tortura» (con Alejandro Sanz)            | 3.33     |  |
| 2.               | «La tortura» (Remix en reguetón de Shaketón) | 3:12     |  |

## Posicionamiento en listas
| Alemania        | Media Control Charts     | 4  |
| Austria         | Ö3 Austria Top 40        | 3  |
| Canadá          | Canadian Hot 100         | 21 |
| Colombia        | Los 20 Superéxitos 88.9  | 1  |
| Dinamarca       | Tracklisten              | 7  |
| España          | PROMUSICAE               | 1  |
| Estados Unidos  | Billboard Hot 100        | 23 |
| Estados Unidos  | Hot Latin Songs          | 1  |
| Estados Unidos  | Latin Pop Songs          | 1  |
| Estados Unidos  | Tropical Songs           | 1  |
| Finlandia       | Finish Singles Chart     | 6  |
| Flandes         | Ultratop 50              | 8  |
| Francia         | SNEP                     | 7  |
| Hungría         | Dance Top 40             | 5  |
| Hungría         | Rádiós Top 40            | 1  |
| Hungría         | Top 20                   | 3  |
| Italia          | Italian Singles Chart    | 3  |
| Países Bajos    | Dutch Top 40             | 3  |
| Región Valona   | Ultratop 50              | 5  |
| República Checa | Czhech Top 100           | 24 |
| Suecia          | Sverigetopplistan        | 6  |
| Suiza           | Schweizer Hitparade      | 2  |
| Unión Europea   | European Hot 100 Singles | 5  |
| Venezuela       | Record Report            | 1  |

| Argentina      | Los 40 Principales                | 1  |
| Austria        | Austrian Singles Chart            | 14 |
| España         | PROMUSICAE                        | 4  |
| Estados Unidos | Billboard Hot 100                 | 60 |
| Estados Unidos | Hot Latin Songs                   | 1  |
| Flandes        | Belgium Singles Chart — (Flandes) | 22 |
| Francia        | SNEP                              | 22 |
| Hungría        | Hungarian Airplay Chart           | 1  |
| Hungría        | Rádiós top 100                    | 1  |
| Países Bajos   | Dutch Top 40                      | 3  |
| Región Valona  | Belgium Singles Chart — (Valonia) | 10 |
| Suiza          | Swiss Singles Chart               | 3  |

| Predecesor: «Feel Good Inc.» de Gorillaz                                                                 | Spanish Singles Chart — Sencillo número uno 22 de mayo de 2005 — 12 de junio de 2005                                                                                       | Sucesor: «City of Blinding Lights» de U2                                                          |
| Predecesor: «La camisa negra» de Juanes «La camisa negra» de Juanes «Nada es para siempre» de Luis Fonsi | Hot Latin Songs — Sencillo número uno 4 de junio de 2005 — 11 de junio de 2005 25 de junio de 2005 — 20 de agosto de 2005 3 de septiembre de 2005 — 3 de diciembre de 2005 | Sucesor: «La camisa negra» de Juanes «Nada es para siempre» de Luis Fonsi «Rompe» de Daddy Yankee |
| Predecesor: «La camisa negra» de Juanes                                                                  | Latin Pop Songs — Sencillo número uno 11 de junio de 2005 — 25 de junio de 2005                                                                                            | Sucesor: La lista no se emitió                                                                    |

## Certificaciones
| Austria                    | IFPI — Austria | Oro                     | ● |
| Alemania                   | BVMI           | Oro                     | ● |
| Estados Unidos             | RIAA           | Doble Platino (digital) | ● |
| Estados Unidos             | RIAA           | Platino (ringtone)      | ▲ |
| México                     | AMPROFON       | Oro                     | ● |
| Suiza                      | IFPI — Suiza   | Oro                     | ● |
| Ventas certificadas: 5 000 |                |                         |   |

## Créditos y personal
Grabación y mezcla
- Grabado en Compass Point Studios, Nasáu, Bahamas
- Mezclado en Warehouse Studios, Vancouver, Canadá

Personal
| - Voz — Shakira Mebarak - Artista invitado — Alejandro Sanz (cortesía de Warner Music Benelux) - Composición — Shakira, Luis Fernando Ochoa - Producción — Shakira, Lester Méndez - Producción ejecutiva — Rick Rubin - Producción adicional — José «Gocho» Torres - Grabación — Gustavo Celis, Rob Jacobs, Kevin Killen - Asistencia de ingeniería — Bryan Gallant, Juan Camarano, Felipe Álvarez - Mezcla — Gustavo Celis | - Programación — Pete Davis - Guitarra eléctrica — Lyle Workman, Luis F. Ochoa - Guitarra acústica — René Toledo, Alejandro Sanz - Teclado — Lester Méndez - Corista — Shakira, Alejandro Sanz - Bajo — Paul Bushnell - Percusión — Archie Peña - Acordeón — Umberto Judex, Frank Morocco |

Fuentes: Notas del disco Fijación oral vol. 1.

## Premios y nominaciones
| Año  | Ceremonia de premios                  | Categoría                                           | Resultado | Ref.            |
| ---- | ------------------------------------- | --------------------------------------------------- | --------- | --------------- |
| 2005 | Premios Billboard de la música        | Canción latina del año                              | Ganador   | [ 99 ]          |
| 2005 | Premios Juventud                      | La más pegajosa                                     | Nominado  | [ 100 ]         |
| 2005 | Premios MTV Latinoamérica             | Vídeo del año                                       | Ganador   | [ 101 ]         |
| 2005 | Premios MTV Video Music               | Mejor vídeo femenino                                | Nominado  | [ 102 ]         |
| 2005 | Premios MTV Video Music               | Mejor vídeo dance                                   | Nominado  | [ 102 ]         |
| 2005 | Premios MTV Video Music               | Elección de la audiencia                            | Nominado  | [ 102 ]         |
| 2006 | Premios Billboard de la música latina | Ringtone latino del año                             | Ganador   | [ 103 ]         |
| 2006 | Premios Billboard de la música latina | Canción airplay de pop latino del año - Dúo o grupo | Ganador   | [ 103 ]         |
| 2006 | Premios Billboard de la música latina | Canción latina del año                              | Ganador   | [ 103 ]         |
| 2006 | Premios Billboard de la música latina | Canción latina del año - Dueto vocal o colaboración | Ganador   | [ 103 ]         |
| 2006 | Premios Grammy Latinos                | Grabación del año                                   | Ganador   | [ 9 ] [ 104 ]   |
| 2006 | Premios Grammy Latinos                | Canción del año                                     | Ganador   | [ 9 ] [ 104 ]   |
| 2006 | Premios Grammy Latinos                | Mejor vídeo musical, formato corto                  | Nominado  | [ 9 ] [ 104 ]   |
| 2006 | Premios Groovevolt                    | Mejor interpretación femenina en una canción pop    | Nominado  | [ 105 ]         |
| 2006 | Premios International Dance Music     | Mejor pista latina                                  | Ganador   | [ 106 ]         |
| 2006 | Premios NRJ Music                     | Canción internacional del año                       | Ganador   | [ 107 ]         |
| 2006 | Premios NRJ Music                     | Vídeo del año                                       | Nominado  | [ 107 ]         |
| 2006 | Premio Lo Nuestro                     | Canción pop del año                                 | Ganador   | [ 108 ]         |
| 2007 | Premios BMI                           | Premio latino - Lista de canciones                  | Ganador   | [ 109 ] [ 110 ] |
| 2007 | Premios BMI                           | Ringtone latino del año                             | Ganador   | [ 109 ] [ 110 ] |
| 2007 | Premios BMI                           | Canción del año                                     | Ganador   | [ 109 ] [ 110 ] |

## Historial de lanzamiento
| País               | Fecha               | Formato          | Discográfica | Ref.    |
| ------------------ | ------------------- | ---------------- | ------------ | ------- |
|                    | 12 de abril de 2005 | Descarga digital | Epic         | [ 111 ] |
| 30 de mayo de 2005 | Sencillo en CD      | [ 112 ]          | Epic         |         |